# Заклинание червей
Заклинание (очаровывание) червей — выманивание дождевых червей из земли на поверхность. Используется, чтобы собрать червей как приманку для рыбалки. Также существуют спортивные соревнования по заклинанию червей, например, в Восточном Техасе. Навык и профессия заклинателя червей в настоящее время встречается редко, это умение передаётся из поколения в поколение.

## Техника
Большинство способов заклинания червей основывается на создании вибрации в почве, которая заставляет червей выползать на поверхность. В 2008 году исследователи из Университета Вандербильта заявили, что черви выползают на поверхность, потому что эти вибрации схожи с вибрациями, производимыми роющими кротами, которые поедают дождевых червей. Этот же прием используют многие виды птиц, питающиеся червями.
В английском языке эта деятельность известна под разными именами, при этом методы и применяемые инструменты могут существенно различаться. «Worm grunting», как правило, обозначает метод, в котором используются «stob», деревянный кол, который вбивается в землю, и «rooping iron», металлическая пластина, которую трут о кол. В методе «worm fiddling» также использует деревянный кол, но для создания вибрации использует затупившуюся пилу, которую протягивают по вершине кола.
Способы заклинания варьируются от обрызгивания газона водой, чаем и пивом до иглоукалывания, проигрывания музыки или извлечения звука из садовых вил. В некоторых соревнованиях запрещено использование моющих средств и механических землекопов.

## У животных
Заклинание червей можно наблюдать в животном мире, особенно среди птиц. Используемые методы различаются, однако, распространен прием создания вибраций в почве постукиванием земли лапками. Один из распространенных примеров этого — «Танец чаек». Лесная черепаха тоже умеет заклинать червей, она топает лапами, чтобы вызвать червей на поверхность и затем съесть.

## Состояние почвы
Черви чаще всего встречаются в сырых или влажных условиях и избегают сухую почву. Успех заклинания червей часто зависит от состояния почвы, заклинатели выбирают влажные места или используют воду для привлечения червей.

## Профессия
Рыбаки покупают червей в качестве приманки, и многие продавцы используют методы заклинания червей для поимки червей. В некоторых регионах профессиональным заклинателям необходимо получать разрешение, чтобы заниматься своим ремеслом.

## Соревнования
В большинстве соревнований победителем объявляется заклинатель, поймавший в установленное время наибольшее число червей. Обычно каждому заклинателю отводят фиксированный участок размером три квадратных ярда.
Одно из первых соревнований состоялось в школьном фете в окружной начальной школе в городе Willaston, Чешир. Мировой чемпионат по заклинания червей впервые состоялся в 1980 г. и теперь является ежегодным событием. Чемпионат был организован заместителем директора школы Джоном Бейли, который написал правила для участия в конкурсе.
Мировой рекорд по заклинанию червей был установлен 29 июня 2009 года 10-летней Софи Смит из Willaston, Англия, которая смогла собрать 567 червей на Мировом чемпионате, проходившем в Великобритании.
В правилах Британской и Европейской Федерации заклинателей червей устанавливают следующие ограничения: участок не должен превышать размера 3 на 3 метра, дается 5 минут на подготовку, команда должна состоять из трех человек — заклинателя, ловца и счетовода, после соревнования все черви должны быть возвращены назад в землю согласно British Association of Worm Length Supporters (BAWLS).

### Девонский фестиваль по заклинанию червей
Проводится в небольшой деревне Blackawton, также известен как Международный фестиваль по заклинанию червей. Проходит в южной части графства Девон на юго-западе Англии в начале May Bank Holiday.
Хотя это событие не конкурент в Мировому чемпионату, оно принципиально отличается тем, что проходит намного ярче и красочнее, с тем чтобы привлечь в первую очередь молодежь. Фестиваль проводится с 1984 года и до сих пор пользуется всемирным покровительством. Он сопровождается Пивным фестивалем настоящего эля и другими типично английскими занятиями.

### Канадский мировой чемпионат и фестиваль по заклинанию червей
Большой мировой чемпионат и фестиваль по заклинанию червей проводился 9 июня 2012 года в Shelburne Fiddle Park в городе Шелбурн, Онтарио.

### Американский фестиваль по заклинанию червей
В городе Sopchoppy, штат Флорида ежегодно с 2000 года проходит Фестиваль по заклинанию червей. В программу мероприятия входит бал и коронование Короля и королевы по заклинанию червей.